# 그자비에 비샤

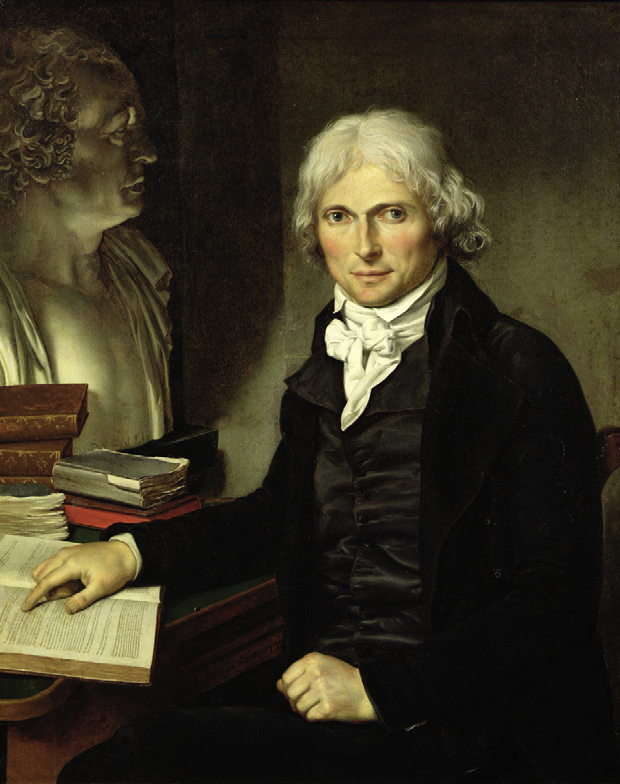
그자비에 비샤

마리 프랑수아 그자비에 비샤(프랑스어: Marie François Xavier Bichat, 1771년 11월 14일 ~ 1802년 7월 22일)는 프랑스의 해부학자 및 생리학자이다. 근대 조직학 및 병리 조직학의 창시자로 신체의 조직을 모두 21종으로 분류하고 질병은 모두 조직의 병적 변화에서 비롯된다고 생각하였다. 조직이라는 의학적 개념을 최초로 세운 사람이다. 저서로는 《해부학 총론》, 《일반 해부학》 등이 있다.